# گلاویز شدن

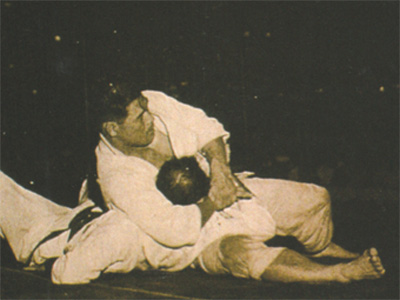
ماساهیکو کیمورا در برابر هلیو گراسی یک مبارزه سطح بالا میان ماساهیکو کیمورا مبارز جودو ژاپنی و هلیو گراسی بنیانگذار جوجیتسو برزیلی بود که در سال ۱۹۵۱ در برزیل برگزار گردید.

گلاویز شدن یا سرشاخ شدن (به انگلیسی: Grappling) در مبارزه تن به تن یک تکنیک مبارزه نزدیک است که برای بدست آوردن مزیت فیزیکی مانند بهبود موقعیت نسبی یا ایجاد صدمه به حریف مورد استفاده قرار می‌گیرد. گراپلینگ شامل تکنیک‌های مورد استفاده در بسیاری از رشته‌ها، سبک‌ها و هنرهای رزمی است که به عنوان ورزش رزمی و دفاع از خود تمرین می‌کنند.
گراپلینگ عموماً دربرگیرنده ضربه زدن یا استفاده از سلاح‌ها نمی‌شود، با این حال، برخی از روشهای مبارزه یا هنرهای رزمی به شکل ویژه ای با فنون گراپلینگ مخصوصشان شناخته می‌شوند. این فنون به آنها اجازه می‌دهد تا تاکتیک‌هایی را آموزش دهند که در آن‌ها ضربه زدن و استفاده از سلاح در کنار گراپلینگ یا بصورت ترکیبی با آن به کار می‌روند.

## انواع
تکنیک‌های گراپلینگ می‌تواند به زیر شاخه‌هایی مانند مبارزه در حالت کلینچ(سرپا)، زمین زدن و فنون پرتابی، تسلیم کردن، تکنیک‌های به پشت خواباندن یا کنترل کردن در خاک، فنون چرخشی، بدل زدن و تاباندن و فرار کردن بخش‌بندی شوند.
- کلینچ (سرپا) ، حرکاتی هستند که در آن‌ها دو رقیب بر روی پای خود ایستاده‌اند و از فنون گرفتنی برای بالاتنه رقیب استفاده می‌کنند. کلینچ معمولاً برای شروع فن زدن یا دفاع در برابر پرتاب‌ها یا زمین زدن‌ها استفاده می‌شود.
- زمین زدن حرکت یا ترکیبی از حرکاتی است که توسط یک رقیب برای کشاندن حریف از موقعیت ایستاده اولیه به وضعیتی در خاک استفاده می‌شود. هدف از زمین زدن قرار گرفتن روی رقیب یا در وضعیتی است که کنترل نسبی بر او وجود داشته باشد.
- پرتاب: یک پرتاب، تکنیکی است که در آن، یکی از رقبا طرف دیگر را بلند می‌کند یا تعادل او را به هم می‌زند و او را به زمین می‌کوبد یا (اگر او را بلند کرده باشد) در هوا فن دیگری به او می‌زند. فنون پرتابی اهداف متفاوتی دارند از کوبیدن و ناتوان کردن حریف در حالی که پرتاب‌کننده هنوز سرپا ایستاده است تا روشی برای زمین زدن یا به دست آوردن هر وضعیت کنترلی دیگر.
- دور زدن : یک تکنیک دفاعی برای زمانی است که حریف اقدام به حمله به منظور زمین زدن بکند. این عمل با تغییر پاها به عقب و چرخیدن سریع انجام می‌شود که اگر به درستی انجام شود، می‌تواند به پشت حریف برود و او را کنترل کند.
- تسلیم کردن: معمولاً دو نوع تسلیم وجود دارد: کسانی که به‌طور بالقوه حریف را خفه می‌کنند (چوک‌ها) و کسانی که به‌طور بالقوه باعث آسیب به مفاصل یا سایر بخش‌های بدن (قفل) می‌شوند. در مبارزات ورزشی، انتظار می‌رود که یک رقیب، هنگامی که نمی‌تواند از وضعیت منجر به تسلیم فرار کند به صورت شفاهی یا با ضربه زدن به حریف، به شکست اعتراف کند. مبارزینی که از اعلام تسلیم خودداری کنند، خود را در معرض ریسک بیهوشی یا صدمات جدی قرار می‌دهند.
- روش‌های کنترل و ایمن‌سازی: به پشت خواباندن شامل نگه داشتن حریف به پشت بر روی زمین و در موقعیتی است که او قادر به حمله نباشد. در بعضی از سبک‌های گراپلینگ رقابتی، به پشت خواباندن یک پیروزی فوری است و در سبک‌های دیگرنشانه یک وضعیت تسلط کامل است که با امتیاز پاداش می‌شود. دیگر تکنیک‌های کنترل شامل قرار دادن حریف بر روی شکم (خاک کردن) یا بر روی چهار دست و پا است به طوری که باعث جلوگیری از فرار یا حمله رقیب بشود. هر یک از این تکنیک‌ها همچنین می‌تواند به عنوان مقدمه ای برای اجرای فنون تسلیم کردن مورد استفاده قرار گیرد.
- فرار: به‌طور کلی، فرار حرکاتی هستند که باعث دور شدن از خطر یا یک وضعیت نامطلوب و مغلوب می‌شوند؛ مثلاً زمانی که یک مبارز که سر و گردنش از بغل ذر اختیار حریف قرار گرفته (کنترل از بغل) بتواند به گارد خود یا به‌طور کلی به حالت ایستاده برگردد، یا زمانی که از یک فن منجر به تسلیم شدن خود را رها کرده و به وضعیتی که دیگر برایش خطرناک نیست بر گردد.
- تاباندن: فنونی است که بر روی حریفی که در حالت چهار دست و پا قرار دارد یا بر روی شکم خاک شده است به منظور گرفتن امتیاز، قرار دادن در وضعیت به پشت خواباندن (به پل بردن) یا بدست آوردن یک وضعیت با تسلط بیشتر اجرا می‌شوند.
- بدل زدن یا چرخاندن: زمانی اتفاق می‌افتد که حریفی که در خاک در زیر حریف قرار گرفته است بتواند حرکتی بزند که بر روی حریف خود قرار بگیرد. (توضیح منشر کننده: بدل زدن، چرخاندن، رو دست زدن و رو کردن در فرهنگ مبارزه ای ایرانی هر کدام کاربردها و تعاریف جداگانه و مختص یه خود دارند. از آنجایی که این مقاله برگردان مقاله انگلیسی است لزوماً دیدگاه‌ها در خصوص این تکنیک‌ها یکسان نمی‌باشند)

## به کار بردن
درجه استفاده از گراپلینگ در سیستم‌های مختلف مبارزه متفاوت است. بعضی از سیستم‌ها مانند کشتی آماتور، پهلوانی (کشتی هندی)، کشتی تسلیمی پهلوانی، جودو، سومو و جیو جیتسو برزیلی به‌طور انحصاری گراپلینگ هستند و اجازه ضربه زدن را نمی‌دهند. در بسیاری از ورزش‌های مبارزه ای مانند مسابقات هنرهای رزمی شوتو و هنرهای رزمی ترکیبی مبارزین از گراپلینگ و ضربه زدن در کنار هم استفاده می‌کنند.
در بعضی از هنرهای رزمی و وزش‌های مبارزه ای، گراپلینگ معمولاً به منظور تمرکز بر جنبه‌های دیگری از مبارزه مانند مشت زدن، لگد زدن یا استفاده از سلاح‌های رزمی، ممنوع است. با این وجود در این نوع ورزش‌ها هم حریفان گاهی اوقات همدیگر را می‌گیرند؛ بخصوص در مواقعی که دچار خستگی یا درد می‌شوند؛ هنگامی که این اتفاق می‌افتد، داور وارد عمل می‌شود و بازی را مجدداً شروع می‌کند و گاهی اوقات به یک یا هر دو مبارز هشدار می‌دهد. نمونه‌هایی از این ورزش‌ها شامل بوکس، کیک بوکسینگ، تکواندو، کاراته، و شمشیربازی هستند. در موای تای گرفتن طولانی مدت منجر به قطع مسابقه و جدا کردن رقبا خواهد شد، با این حال این هنر به‌طور گسترده‌ای از نوعی حالت کلینچ استفاده می‌کندکه به آن گرفتن دودستی گردن می‌گویند.
تکنیک‌های تهاجمی و دفاعی گراپلینگ در برنامه‌های دفاع شخصی و کاربردهای انتظامی نیز مهم شمرده می‌شوند. شایع‌ترین تکنیک‌های گراپلینگ که برای دفاع از خود آموزش داده می‌شوند، شامل گرفتن‌ها و تکنیکهای وارد کردن درد می‌شوند.
گراپلینگ می‌تواند برای دفاع از خود، ورزش و مسابقات هنرهای رزمی ترکیبی (MMA) آموزش داده شود.

## گراپلینگ ایستاده
گرپلینگ ایستاده مسلماً بخشی جدایی ناپذیر از همه هنرهای گراپلینگ و مبازه کلینچ (سرپا) است، که در آن مبارزه از یک وضعیت ایستاده آغاز می‌گردد. هدف از گرپلینگ ایستاده در هنرهای رزمی یا ورزش‌های مبارزه ای مختلف متفاوت است. در روش ایستادن دفاعی، هدف اصلی گرفتن حریف با تولید درد و فرار از گرفته شدن توسط حریف است، در حالی که در روش ایستادن تهاجمی، اهدافی مانند گرفتن به منظور تسلیم کردن، به دام انداختن، بر زمین زدن یا پرتاب کردن دنبال می‌شوند که هر کدام می‌توانند باعث وارد آمدن صدمه جدی به حریف یا کشاندن مبارزه به روی زمین بشوند. گراپلینگ ایستاده چه در روش دفاعی و چه هجومی می‌تواند همزمان با ضربه زدن هم ترکیب شود که اهداف مختلفی به‌طور مثال قفل کردن بازوی حریف و جلوگیری از ضربه زدن، ندادن فاصله کافی به حریف برای ضربه زدن یا نگه داشتن حریف در فاصله نزدیک برای زدن ضربات با دامنه کوتاه به‌طور مثال ضربات زانو را دنبال می‌کند.
در مبارزات ورزشی، گراپلینگ ایستاده معمولاً با زمین زدن‌ها و پرتاب‌ها همراه است. گراپلینگ بخش عمده ای از مبارزه در سبک‌های گلما و لوزاتوک (سبک‌های کشتی سنتی اسکاندیناوی) است و مبارزه در روی زمین تنها وقتی روی زمین ادامه می‌یابد که هر دو حریف به زمین افتاده باشند. در دیگر ورزش‌های رزمی مانند MMA، مبارزه می‌تواند بر روی زمین ادامه یابد.

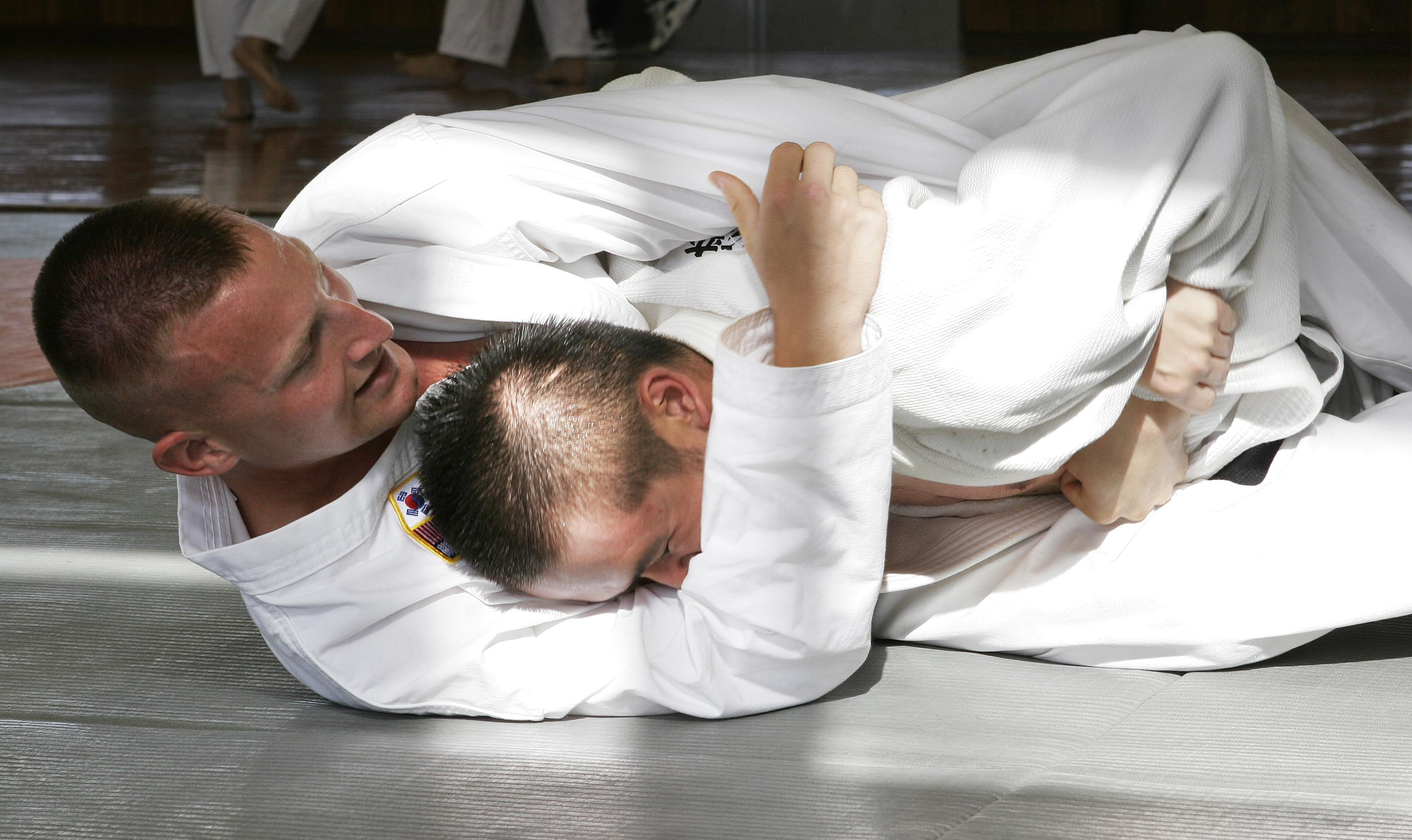
در جودو، هدف از فنون در خاک(نه وازا) خفه کردن، قفل مفصل یا بی تحرک کردن حریف است.

## گراپلینگ در خاک
گراپلینگ در خاک به تمام تکنیک‌های گراپلینگ اشاره دارد که وقتی مبارزان دیگر در حالت ایستاده نیستند قابل اجرا هستند. بخش بزرگی از اکثر هنرهای رزمی و ورزشهای مبارزه ای به این اختصاص دارد که گراپلینگ در خاک چگونه منجر به رسیدن به یک وضعیت غالب بشود. یک وضعیت غالب (معمولاً قرار گرفتن در بالا)، گزینه‌های گوناگونی را در اختیار مبارز قرار می‌دهد، از جمله: اقدام به فرار از خاک با ایستادن، به پشت خواباندن (به پل بردن) یا نگه داشتن در زیر به منظور خسته و ناتوان کردن حریف، اجرای فنون تسلیم کردن حریف یا ضربه زدن به او. در سوی دیگر مبارزی که در زیر قرار گرفته است به دنبال این است که از این وضعیت بگریزد و وضعیت خود را بهبود ببخشد که معمولاً این کار را با چرخیدن و رو کردن انجام می‌دهد. در بعضی از ورزش‌ها بخصوص آن‌هایی که در آن‌ها از گارد استفاده می‌شود، مبارز زیری ممکن است بتواند با اجرای یک تکنیک تسلیم‌کننده از همان وضعیت در زیر قرار گرفته برنده مسابقه بشود. بعضی افراد ترجیح می‌دهند در زیر قرار بگیرند چون تعداد زیادی از تکنیک‌های تسلیم‌کننده برای اجرا نیاز دارند که حریف ابتدا در حالت گارد کامل در اختیار گرفته شده باشد.

## کاربردها
هنگامی که دو حریف بی تجربه با هم درگیر می‌شوند، واکنش طبیعی آن‌ها این است که حریف را بگیرند و نگه دارند تا بتوانند جلوی حرکات او را گرفته و سپس او را به زمین بزنندکه نتیجه اش یک مبارزه غیر فنی و متکی بر نیروی خشونت است. جنگنده ماهر، در مقابل، می‌تواند حریف را از طریق بدست آوردن یک موقعیت برتر مانند رفتن به پشت یا حمله از بغل به زمین بزند، یا از فنون سرپا و وضعیت‌های روی زمین برای ضربه زدن، خفه کردن یا قفل مفاصل استفاده کند. چنگنده با تجربه ای که زمین‌خورده می‌تواند از فنون گارد برای جلوگیری حریف از نشستن بر روی خود یا حمله کردن استفاده کند. اگر مجری فن قوی باشد و بتواند از قدرتش به خوبی استفاده کند، ممکن است که یک زمین زدن یا پرتاب کردن حتی پایان دهنده مسابقه باشد، چرا که باعث بیهوشی حریف مقابل بشود. از سوی دیگر، گراپلینگ این امکان را می‌دهد که رقیب را بدون صدمه زدن به او بتوان کنترل نمود. به همین دلیل، اکثر کارکنان پلیس برخی از دوره‌های‌های گراپلینگ را آموزش دیده و تمرین می‌کنند.  به همین ترتیب، ورزش‌های مبتنی بر گراپلینگ نیز به گونه ای طراحی شده‌اند تا شرکت کنندگان بتوانند با استفاده از تلاش فیزیکی کامل بدون آسیب رساندن به رقیب خود رقابت کنند.
گراپلینگ در اسکریما به نام دوموگ (کشتی فیلیپینی) نامیده می‌شود. اصطلاح کین نا در هنرهای رزمی چینی به استفاده از گراپلینگ برای اجرای فنون تسلیم‌کننده یا ناتوان کردن حریف (ممکن است شامل استفاده از فشار بر نقاط حساس بدن هم باشد) اشاره می‌کند. برخی از هنرهای رزمی چینی، آیکیدو، برخی از سیستم‌های اسکریما، هنر رزمی وایکینگ‌ها مانند گلیما، و همچنین هنرهای رزمی اروپایی قرون وسطی و رنسانس، در حالی که یک یا هر دو شرکت‌کننده مسلح هستند حرکات گراپلینگ را تمرین می‌کنند. این تمرین به‌طور قابل ملاحظه ای خطرناک تر از گراپلینگ غیر مسلح است و به‌طور کلی نیاز به آموزش خیلی زیادی دارد.

## انواع گراپلینگ
سبک‌های گراپلینگ بسیاری در سراسر جهان وجود دارند که در یک کشور یا ناحیه جغرافیایی محدود رواج دارند. بعضی از آن‌ها شامل مانند جودو، کشتی ژاپنی، کشتی کچ، گراپلینگ، جوجیتسو برزیلی، سامبو ورزشی و انواع مختلفی از کشتی از جمله آزاد و فرنگی محبوبیت جهانی به دست آورده‌اند. جودو، کشتی آزاد و کشتی گرنگی، ورزش‌های المپیک هستند ، در حالی که گراپلینگ، جوجیتسو برزیلی و سامبو، مسابقات قهرمانی جهان ویژه خودشان را دارند. برخی از دیگر سیستم‌های مبتنی بر گراپلینگ عبارتند شوآی چیائو، مالا-یودها و آیکیدو.
در این هنرها، هدف این است که حریف را زمین زده و به پشت بخوابانید یا دروضعیتی بگیرید که منجر به یک فن خفه کردن بشود یا بتوان روی او قفل مفاصل را اجرا نمود به طوری که تسلیم شده و شکست را بپذیرد یا به حالت بیدفاعی و درماندگی درآید (مثلاً بیهوش شود یا دنده‌هایش خرد شود). دو نوع طرز پوشش برای گراپلینگ وجود دارد که سرعت و سبک عمل را تعیین می‌کند: با یک ژاکت، مانند یک گی(gi) یا کورتکا، یا بدون آن  نوگی. در فرم با ژاکت یا "gi" اغلب از چنگ زدن به لباس برای کنترل بدن حریف استفاده می‌شود، در حالی که در فرم  نوگی بر کنترل بدن از طریق گرفتن بدن حریف تأکید می‌گردد. استفاده از ژاکت در رقابت‌های جودو، رقابت سامبو و اکثر رقابت‌های جوجیتسو برزیلی و همچنین انواع سبک‌های کشتی قومی در سراسر جهان اجباری است. ژاکت در بسیاری از گونه‌های کشتی مانند کشتی آزاد المپیکی، کشتی فرنگی و گراپلینگ استفاده نمی‌شود.
تکنیک‌های گراپلینگ همچنین در هنرهای رزمی ترکیبی همراه با تکنیک‌های ضربه زدن استفاده می‌شوند. ضربه زدن می‌تواند مقدمه ای برای اجرای فنون گراپلینگ یا برعکس باشد.

### ADCC
مسابقات لیگ قهرمانی کشتی تسلیمی جهان ADCC معتبرترین لیگ مسابقات کامل (حذف، موقعیت و تسلیم شدن) در جهان است و تنها یک بار در هر دو سال در ابوظبی برگزار می‌شود و در آن گراپلر باید از طریق لیگ‌های معتبر دنیا در آن عضو هستند شرکت کند.

### جام‌های جهانی
مسابقات قهرمانی جهان جوجیتسو، که معمولاً به نام موندیال (معادل پرتغالی کلمه "جهانی") نامیده می‌شود، معتبرترین مسابقات کامل در تمام سطوح مبارزه با ژاکت (رها کردن، موقعیت و تسلیم شدن) است. این رویداد همچنین دارای یک بخش بدون ژاکت است ( نوگی)، اما این زیر رویداد، به اندازه ADCC معتبر نیست؛ زیرا مسابقات آن در سطح نازلتری انجام می‌گیرد.

### اتحادیه جهانی کشتی
اتحادیه جهانی کشتی (UWW) یک سازمان بین‌المللی برای ورزش کشتی است. این اتحادیه مدیریت مسابقات بین‌المللی برای انواع مختلف کشتی، از جمله گراپلینگ برای مردان و زنان را بر عهده دارد. رویداد پرچمدار اتحادیه جهانی کشتی جهت ورزش گراپلینگ، مسابقات گراپلینگ قهرمانی جهان است.

### ناگا
انجمن گراپلینگ آمریکای شمالی (NAGA) سازمانی است که در سال ۱۹۹۵ تأسیس شده است که مسابقات جوجیتسو برزیل و گراپلینگ تسلیمی را در سراسر آمریکای شمالی و اروپا برگزار می‌کند. ناگا بزرگ‌ترین انجمن  گراپلینگ تسلیمی در جهان با بیش از ۱۷۵٬۰۰۰ شرکت‌کننده در سراسر جهان، از جمله برخی از سطح بالاترین گراپلرهای تسلیمی و مبارزان MMA در جهان است. تورنمنت‌های گراپلینگ ناگا در دو بخش با ژاکت GI و  نوگی تشکیل شده است. رقبادر بخش  نوگی تحت قوانینی که توسط ناگا طراحی شده‌اند رقابت می‌کنند. رقبا در بخش با ژاکت Gi تحت قوانین استاندارد جوجیتسو برزیلی رقابت می‌کنند. برخی از معروفترین قهرمانان این رقابت‌ها فرانک میر، جو فیورنتینو و آنتونی پورچلی هستند.

### گریند
GRiND اولین سری مسابقات هندی گراپلینگ است که در ماه مه ۲۰۱۷ آغاز شده و مسابقات قهرمانی گراپلینگ (شامل موقعیت و تسلیم) را برگزار کرده است. این اولین بار است که مسابقات بدون ژاکت "Gi" در هند برگزار می‌شود.